# تضرر الأيضة
تضرر الأيضات أو تضرر النواتج الأيضية يمكن أن يحصل بوساطة الاختلاط الإنزيمي أو التفاعلات الكيميائية التلقائية. هناك العديد من الأيضات (النواتج الأيضية) النشطة كيميائي وغير مستقرة ويمكن أن تتفاعل مع المكونات الخلوية الأخرى أو تخضع لتغيرات وتحورات غير مرغوبة. الأيضات (النواتج الأيضية) المتضررة إنزيميا أو كيميائيا تكون عادة عديمة الفائدة وسامة في الغالب. لمنع السمية التي يمكن أن تحدث بسبب تراكم النواتج الأيضية المتضررة فإن لدى الكائن الحي أنظمة للتحكم في الضرر والتي تقوم بالتالي:
1. تعيد تحويل النواتج الأيضية المتضررة إلى شكلها الأصلي غير المتضرر (إصلاح الضرر).
2. تحول النواتج الأيضية التي يحتمل أن تكون ضارة ومؤذية إلى نواتج أيضية حميدة أو غير خطرة (إجهاض الضرر وإبطاله[1]).
3. منع الضرر من الحدوث عن طريق تقييد عملية تركم النواتج الأيضية النشطة وغير المتضررة والتي يمكن أن تؤدي إلى تكوين نواتج ضارة (توجيه الفائض).

يمكن لأنظمة التحكم بالضرر أن تشمل إنزيما محددا واحدا أو أكثر من إنزيم.

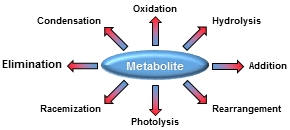
أمثلة على تفاعلات كيميائية تلقائية يمكن أن تخضع لها الأيضة في الجسم الحي.